# David Cole (Holocaustleugner)
David Cole (* 1971 in Los Angeles, Kalifornien) ist ein US-amerikanischer Geschichtsrevisionist, der den Holocaust leugnet. Darüber war er als konservativer Netzwerker und Veranstalter in Hollywood aktiv und agierte 15 Jahre unter dem Pseudonym David Stein, bis seine Identität 2013 aufgedeckt wurde.

## Leben

### Jugend
Cole wuchs nach eigenen Angaben in einer jüdischen Familie auf. Seine Mutter beschrieb er als säkulare Jüdin. Seine Eltern ließen sich scheiden und seine Mutter heiratete erneut, als Cole vier Jahre alt war. Sein Stiefvater ist ein jüdischer Brite, der eher orthodox orientiert sei. Er besuchte die Hamilton-Highschool in Los Angeles, wurde jedoch nach einer Auseinandersetzung mit einem Lehrer von der Schule verwiesen. In der Highschool schloss er sich verschiedenen radikalen Gruppierungen an, unter anderem der Church of the Creator. Auf einer Atheisten-Versammlung lernte er schließlich den Neonazi David McCalden kennen, der ihn in die antisemitische Szene einführte und auch mit dem Holocaustleugner Ernst Zündel bekanntmachte.

### Revisionistische Karriere
Cole zog anschließend nach Beverly Hills und lebte von einem Trust Fund seiner Eltern. Nebenbei arbeitete er ab 1991 als Kameramann für den Holocaustleugner Bradley Smith. Smith streckte Cole auch das Geld für sein erstes Filmprojekt vor.
Zusammen mit Ernst Zündel drehte Cole 1993 den Film Ein Deutscher und ein Jude untersuchen Auschwitz!, der ihn und Zündel bei einem Besuch in KZ Auschwitz zeigt. Dabei verkleidete sich Cole als orthodoxer Jude mit Kippa, um so die angebliche Wahrheit über Auschwitz zu erfahren. Der Film kolportiert das Gerücht, dass die Konzentrationslager in Wirklichkeit nur Arbeitslager gewesen seien. Zudem bestritt Cole die Authentizität von Augenzeugenberichten. Das Video wurde in Deutschland von der Bundesprüfstelle für jugendgefährdende Schriften 1994 indiziert.
Der Film wurde über das Institute for Historical Review (IHR) zum Kauf angeboten. Eine Broschüre mit einem Brief von David Cole wurde beigefügt, in dem er seine Intention darlegte:

“I reasoned that if I went to Auschwitz as a Jew rather than as a revisionist that I would have a better chance to cut through the misinformation and lies that so distort what really happened in the German camps during the war. ... So, donning my yarmulke, and not letting anybody in Poland know where my sympathies were, I began my journey.”

„Ich kam zu dem Schluss, dass, wenn ich als Jude statt als Revisionist nach Auschwitz ginge, ich eine größere Chance hätte, hinter die Falschinformationen und Lügen zu kommen, die alles verdrehten was wirklich in den deutschen Konzentrationslagern während des Kriegs geschah. Also zog ich meine Kippa auf, damit niemand in Polen wissen würde wo meine Sympathien lagen und begann meine Reise.“

Im Jahre 1994 drehte er mit dem Geld von Smith ein ähnliches Filmprojekt im KZ Stutthof, bei dem unter anderem die Revisionisten Pierre Guillaume und Henri Roques anwesend waren. Dabei wurde Cole jedoch ausgeraubt und seine Notizen wurden gestohlen. Smith veröffentlichte ein acht-minütiges Video, in dem Cole eine vermutlich erfundene Geschichte über einen anti-revisionistischen Hinterhalt erzählte. 1994 veröffentlichte er außerdem ein weiteres Video mit einer Auschwitz-Tour aus der Sicht eines Holocaustleugners. Dieses sendete er auch an verschiedene College-Magazine, wobei drei eine unkritische Zusammenfassung abdruckten. 1995 veröffentlichte er 46 Unanswered Questions About the German Gas Chambers, die auch als Werbung für seine Videos dienten.

### „Ausstieg“
1998 distanzierte sich Cole von der revisionistischen Szene in einer notariell beglaubigten schriftlichen Erklärung, datiert auf den 5. Januar 1998, in dem er dem Revisionismus abschwor und erklärte, bereits 1994 aus der revisionistischen Szene ausgestiegen zu sein. Er würde nun die Lehrmeinung teilen. Da er 1997 in einem, einer Todesdrohung gleichkommenden, Artikel der Jewish Defense League (JDL) von Robert F. Newman verbal angegriffen und als „Krankheit“ (‚a sickness‘) bezeichnet wurde, unterstellten ehemalige Gesinnungsgenossen wie Bradley Smith und Ingrid Rimland aus der rechtsextremen Szene, dass die JDL das Statement erzwungen habe, was erklären könnte, wieso er 2013 seine Haltung widerrufen hat (s. unten).

### Coles Karriere ab 1998
Im Januar 1998, kurz vor seinem oben erwähnten Statement, nahm er das Pseudonym David Stein an. Unter diesem Namen wurde er in politischen Foren tätig und begann eine Karriere als konservativer Blogger und Netzwerker. Zudem arbeitete er an verschiedenen, konventionellen Dokumentationen über den Holocaust, die er Schulen und Universitäten zur Verfügung stellte. 2009 übernahm er die Website „Republican Party Animal“ und begann verschiedene Events für konservative Politiker zu veranstalten. 2013 geriet er in Streit mit einer Freundin, der er seine wahre Identität anvertraut hatte. Diese outete ihn schließlich, indem sie Unterstützern von Cole YouTube-Clips mit früheren Auftritten von ihm vorspielte. Cole gab schließlich in einem Interview in der britischen Zeitung The Guardian zu, weiterhin seine alten Standpunkte hinsichtlich des Holocausts zu vertreten, die er als Stein ausblendete.

## Rezeption
Anfang der 1990er Jahre wurde David Cole für kurze Zeit zum Star der rechtsextremen Szene. Seine jüdische Abstammung machte ihn als Referenzfigur unter Holocaustleugnern beliebt, da man durch Bezugnahme auf ihn Vorwürfe antisemitischer Ressentiments von sich zu weisen versuchte. Er wurde sogar in der populären Nachrichtensendung 48 Hours auf CBS News und der The Montel Williams Show interviewt. Seine Beiträge wurden unter anderem von David Icke weiterverwendet.

## Publikationen
- Republican Party Animal: The "Bad Boy of Holocaust History" Blows the Lid Off Hollywood's Secret Right-Wing Underground. Feral House, Port Townsend 2014.